# Високе (Донецький район)
Висо́ке — селище Макіївської міської громади Донецького району Донецької області, Україна. Розташоване за 20 км від Донецька. Відстань до Макіївки становить близько 19 км і проходить автошляхом місцевого значення.

## Населення

### Мова
Розподіл населення за рідною мовою за даними перепису 2001 року:
| Мова            | Кількість | Відсоток |
| --------------- | --------- | -------- |
| російська       | 519       | 89.95%   |
| українська      | 55        | 9.53%    |
| інші/не вказали | 3         | 0.52%    |
| Усього          | 577       | 100%     |

За даними перепису 2001 року населення селища становило 577 осіб, із них 9,53% зазначили рідною мову українську та 89,95% — російську мови.